# Чеглаки
Чегла́ки (рос. Чеглаки) — присілок у складі Нагорського району Кіровської області, Росія. Адміністративний центр Чеглаківського сільського поселення.
Населення становить 171 особа (2010, 170 у 2002).
Національний склад станом на 2002 рік — росіяни 100 %.